# Селезњовка
Селезњовка или Раколанјоки (рус. Селезнёвка, фин. Rakkolanjoki) финско-руска је река.
Свој ток започиње код града Лапенранте у финском округу Јужна Карелија, а потом прелази на територију Виборшког рејона Лењинградске области у Русији. Укупна дужина водотока је 53 km, од чега је 27 km на територији Русије. Тече углавном у смеру југоистока, а улива се у Виборшки залив Балтичког мора.
Просечан пад речног корита је око 0,94 метра по километру тока. Укупна површина сливног подручја је 622 km², од чега се 370 km² налази на подручју Финске, док је преосталих 252 km² на територији Русије.